# Gamasiphis pulchellus
Gamasiphis pulchellus är en spindeldjursart som först beskrevs av Berlese 1887.  Gamasiphis pulchellus ingår i släktet Gamasiphis och familjen Ologamasidae. Inga underarter finns listade i Catalogue of Life.